# Hi-Riser

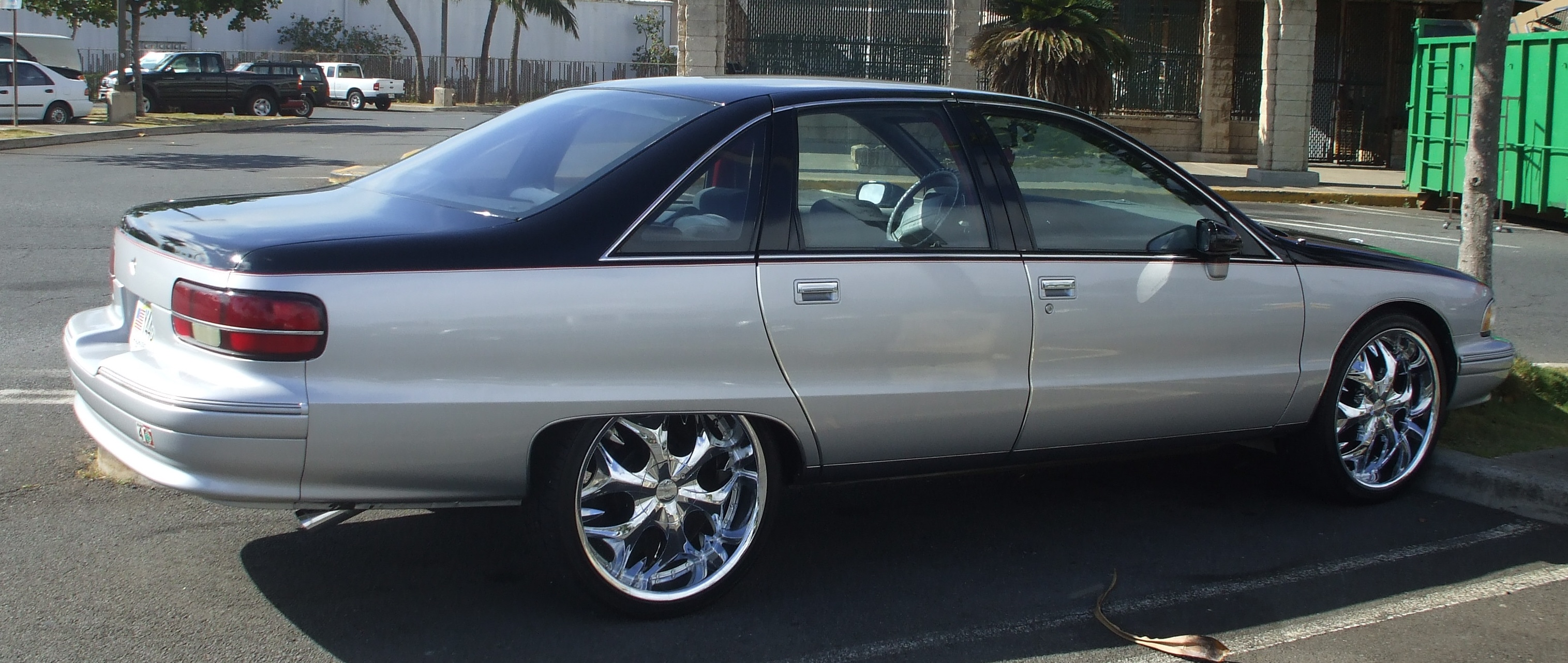
Una Chevrolet Caprice in stile Donk

Con il termine Hi-Riser ci si riferisce ad uno stile di customizzazione delle automobili. Di solito si tratta di economiche berline di produzione statunitense che vengono modificate aumentando, spesso in modo sproporzionato, l'altezza da terra per mezzo di cerchioni di grande diametro dotati di pneumatici a profilo ribassato. A seconda del modello di vettura scelto e dell'anno di costruzione questa auto vengono definite anche Donk, Box o Bubble.

## Sviluppo
Questo stile di costumizzazione si è originariamente sviluppato nella sottocultura Dirty South ma si è poi diffuso in tutti gli Stati Uniti. I veicoli così modificati si distinguono per i loro enormi cerchioni che hanno diametri che vanno da 22 fino a 30 pollici (da 55,88 a 76,2 cm) e a volte anche con diametri maggiori. Inoltre hanno carrozzerie dai colori sgargianti ed un costoso impianto audio. Le sospensioni vengono modificate in modo simile a quelle dei pick-up in modo da creare uno spazio adeguato per i grandi cerchioni. Inoltre la modifica delle sospensioni viene effettuata in modo da rendere la parte anteriore leggermente più alta di quella posteriore in modo da dare alla vettura un aspetto borioso. A causa delle loro sospensioni rialzate e delle grandi ruote queste vetture sono anche conosciute con il nomignolo di Sky-Scrapers (grattacieli).
I modelli più popolari sottoposti a questa modifica sono le berline Full-Size della gamma Chevrolet ed in particolare la Impala, la Caprice, la Montecarlo e la Chevelle.

## Stili
Sebbene la questione sia ancora dibattuta esistono vari stili di vetture Hi-Riser. Spesso a distinguere uno stile dall'altro sono delle piccole sfumature. Molti appassionati delle vetture Hi-Riser concordano sul fatto che si possano definire come Donk, o anche Badonka-Donk, una Impala o una Caprice prodotta tra il 1971 e il 1976. Il nome dello stile deriva dall'ampiezza della parte posteriore. Per evidenziare la parte posteriore abbassata le sospensioni anteriori di una vettura Donk sono più alte di quelle posteriori dando all'auto un aspetto come se avesse il muso all'insù. In altri sottotipi le sospensioni sono alzate o abbassate uniformemente e allo stesso livello. Sono Box le Caprice o le Impala prodotte negli anni ottanta e caratterizzate dalla forma squadrata, a scatola, della parte anteriore e posteriore della carrozzeria. Le Bubble sono le vetture anni ottanta dalle linee della carrozzeria arrotondate.
Altri modelli che vengono di solito modificati comprendono la Buick Regal, l'Oldsmobile Cutlass, la Chevrolet El-Camino, la Pontiac Grand Prix e la Bonneville. Altri modelli che hanno conquistato una sempre maggiore popolarità tra gli appassionati di questa customizzazione ci sono la Cadillac DeVille e Seville e la Buick Roadmaster, la Ford Crown Victoria, la Mercury Grand Marquis e la Lincoln Town Car. Queste ultime sono le ultime Full-Size costruite con telaio separato dalla carrozzeria a venire ancora prodotte. Sembra che la Grand Marquis abbia avuto un aumento delle vendite proprio per il fatto che spesso viene acquistata nuova e subito modificata in Hi-Riser.

## Musica e slang
Gli Hi-Risers sono parte integrante della scena di Indianapolis, St. Louis, della costa orientale come della Florida meridionale. In particolare sia gli Hi-Riser che i rapper di questa zona condividono uno stile unico nello slang e nel modo di vestire. Nella zona meridionale della Florida molti proprietari di auto d'epoca hanno sostituito le ruote di serie con cerchi da 24 in (60,96 cm) e si sono autodefiniti Old Donk Riders.
L'espressione I Box a Donk Donk significa che colui che la pronuncia è proprietario di una vettura modificata secondo questo stile. Uno degli stili più importanti sempre del sud della Florida unisce teschi con denti d'oro o con calandre dorate. Con gli anni si è diffuso in tutta la Florida. Per quanto riguarda l'espressione Donk Riders sembra che sia stata creata dal rapper Trick Daddy.

## Pericoli
In Italia questa modifica è vietata dal codice della strada e un veicolo così modificato non può circolare nelle strade aperte alla normale circolazione.
Alzare un veicolo a questi livelli comporta anche un innalzamento del suo centro di gravità che rende una possibilità reale il cappottamento della vettura. La modifica alle sospensioni richiede l'installazione di prodotti destinati ad usi pesanti quelli camion o altri grandi veicoli. Si rende necessario anche migliorare i freni del veicolo in modo da compensare il più grande diametro delle ruote altrimenti si avrà una elevatissima diminuzione della potenza frenante.
Se si curva troppo velocemente il peso del veicolo può scivolare verso una estremità in un modo che non era mai stato preso in considerazione e quindi causare una perdita di trazione o il danneggiamento del veicolo stesso. Se le modifiche non vengono effettuate da un tecnico esperto e nella maniera corretta le ruote possono saltare via mentre si guida il veicolo causando un rilevante danneggiamento di tutto ciò che il veicolo colpisce. In caso di lavoro accurato questi veicoli vanno guidati come si guidano i SUV o i pick-up rialzati.